# Mariene ecoregio Halmahera
De Mariene ecoregio Halmahera (129) (Engels: Halmahera marine ecoregion) is een biogeografische regio en ligt in het westen van de Grote Oceaan in de Mariene provincie Westelijke Koraaldriehoek (30) in het Marien rijk Centrale Indo-Pacific. De mariene ecoregio is vastgesteld door het World Wide Fund for Nature en The Nature Conservancy en is vernoemd naar Halmahera.
In het noordwesten grenst het gebied aan de mariene ecoregio Celebeszee/Straat Makassar (128), in het noorden aan de mariene ecoregio Oostelijke Filipijnen (127), in het noordoosten aan de mariene ecoregio Westelijke Carolinen (125), in het zuidoosten aan de mariene ecoregio Papoea (130) en in het zuiden en zuidwesten aan de mariene ecoregio Bandazee (131).

## Geografie
De mariene ecoregio ligt in het westen van de Grote Oceaan in Indonesië rond de Noord-Molukken. Het gebied ligt in het westen in de Molukse Zee en in het oosten in de Zee van Halmahera.
Door het gebied stroomt de Mindanaostroom/Indonesische doorstroom.

## Biogeografie
Het gebied kent zeeleven dat houdt van tropische temperaturen.